# Фторид ксенона(IV)
Тетрафтори́д ксено́на — соединение ксенона со фтором, представляющее собой при комнатной температуре бесцветные кристаллы со слабым желтоватым оттенком и чрезвычайно высокой химической активностью и агрессивностью. Самое устойчивое соединение ксенона. Чистый тетрафторид ксенона стабилен, однако во влажном воздухе гидролизуется с образованием оксифторидов ксенона.

## Изучение
Структуру соединения исследовали с применением 19F-ЯМР-спектроскопии и рентгеноструктурного анализа в 1963 году.

## Получение
Синтез тетрафторида ксенона проводят смешиванием газов F2 и Xe в соотношении 2 к 1 при нагревании под давлением. Эта реакция экзотермична, выделяется 251 кДж/моль энергии.

## Химические свойства
- Окисляет ртуть по реакции:

{\displaystyle {\mathsf {XeF_{4}+2Hg\rightarrow 2HgF_{2}+Xe}}}
- Восстанавливается водородом до ксенона[1]:

{\displaystyle {\mathsf {XeF_{4}+2H_{2}\rightarrow Xe+4HF}}}
- С платиной взаимодействует только в виде раствора в жидком фтороводороде:

{\displaystyle {\mathsf {XeF_{4}+Pt\rightarrow PtF_{4}+Xe}}}
- Взаимодействует с водой

В нейтральной среде
{\displaystyle {\mathsf {XeF_{4}+2H_{2}O\rightarrow Xe+O_{2}+4HF}}}
В кислой среде
{\displaystyle {\mathsf {3XeF_{4}+8H_{2}O\rightarrow Xe+2H_{2}XeO_{4}+12HF}}}
В щелочной среде
{\displaystyle {\mathsf {2XeF_{4}+2H_{2}O+4NaOH\rightarrow Xe+Na_{4}XeO_{6}+8HF}}}
- Количественно реагирует с иодидом калия:

{\displaystyle {\mathsf {4KI+XeF_{4}\rightarrow 4KF+2I_{2}+Xe}}}

## Применение
Фториды ксенона находят применение как мощные окислители и фторирующие агенты. В виде фторидов удобно хранить и транспортировать чрезвычайно агрессивный фтор.